# Abau jezik
Abau jezik (green river; ISO 639-3: aau), jezik Abau Papuanaca na rijekama Sepik i Green u provinciji Sandaun, Papua Nova Gvineja. S jezicima iwam i wogamusin čine podskupinu gornjosepičkih jezika, šire sepičke skupine, porodica Sepik-Ramu.
7,267 govornika (2000). Nekoliko desetaka sela. Nekoliko dijalekata: up-river, down-river.
Sela (Craig, 1980): Antibi, Baio, Baiwal, Bamblediam, Basis, Beimap, Biake, Bibiyum, Bifrou, Bisiaburu, Buliap, Buna, Dieru, Hogru, Hufi, Iaburu, Iles, Isabu, Isu, Kobraru, Mahanei, Miniaburu, 
Mukwasi, Niohillam, Otwilimakom, Rawei, Selelian, Tila, Wagu, Wiro, Yablawai.

## Vanjske poveznice
- Ethnologue (14th)
- Ethnologue (15th)